# Hony
Hony (německy Hutberg) jsou malá vesnice, část města Police nad Metují v okrese Náchod. Nachází se asi 5,5 km na sever od Police nad Metují. Prochází zde silnice II/303. V roce 2009 zde bylo evidováno 45 adres. Trvale zde žije 60 obyvatel.
Hony je také název katastrálního území o rozloze 2,93 km². V katastrálním území Hony leží i Pěkov.